# Separati ma non troppo
Separati ma non troppo (Sous le même toit) è un film del 2017 diretto da Dominique Farrugia.

## Trama
Durante un pranzo di nozze, due ragazzi, la maggiore Violette e il fratellino Lucas, iniziano a raccontare la fine della storia d'amore dei genitori, Delphine e Yvan.
Delphine e Yvan stanno cercando di salvare il loro matrimonio ma, visti gli inutili, nonché pochissimi tentativi (tra cui uno in cui Delphine che ha spontaneamente spinto il marito ad andare a letto con un'altra donna), i due si arrendono ed organizzano pure una "festa di divorzio" coi loro amici, i quali sono contenti che i due si separino, reputando la loro coppia "mortifera".
Così i due divorziano, ma le rispettive situazioni economiche non consentono loro di cominciare ad avere delle vite indipendenti. La coppia è quindi costretta a tornare insieme, riscoprendo tuttavia le gioie e i dolori dell'unione forzata.

## Colonna sonora
- You Are So Beautiful (cantata da Zucchero Sugar Fornaciari)
- Up&Up (all'inizio dei titoli di coda)